# J. Hampton Moore
Joseph Hampton Moore, född 8 mars 1864 i Woodbury, New Jersey, död 2 maj 1950 i Philadelphia, Pennsylvania, var en amerikansk republikansk politiker. Han representerade delstaten Pennsylvanias tredje distrikt i USA:s representanthus 1906-1920. Han var borgmästare i Philadelphia 1920-1924 och 1932-1936.
Kongressledamoten George A. Castor avled 1906 i ämbetet. Moore vann fyllnadsvalet för att efterträda Castor i representanthuset. Han omvaldes sju gånger. Han avgick 1920 som kongressledamot för att tillträda som borgmästare i Philadelphia.
Moores grav finns på West Laurel Hill Cemetery i byn Bala Cynwyd i Montgomery County, Pennsylvania.